# Hakojärvi (sjö i Utajärvi, Norra Österbotten, Finland)
Hakojärvi eller Hakonen är en sjö i Finland. Den ligger i kommunen Utajärvi i landskapet Norra Österbotten, i den centrala delen av landet, 500 km norr om huvudstaden Helsingfors. Hakojärvi ligger 116 meter över havet. Arean är 2,68 kvadratkilometer och strandlinjen är 14,22 kilometer lång. Sjön  ingår i Kiminge älvs huvudavrinningsområde. 